# Universidad Central del Ecuador
Die Universidad Central del Ecuador (UCE; deutsch Zentraluniversität von Ecuador) ist die älteste und größte Universität Ecuadors. Ihr Campus liegt in Quito. Sie wurde 1826 formal gegründet, bestand allerdings schon zuvor in einer Reihe von Bildungsinstitutionen. Die wichtigste Vorgängerinstitution war die 1688 vom Orden der Dominikaner gegründete Universidad de Santo Tomás de Aquino, die 1787 als Königliche Universität säkularisiert worden war.
An der Universidad Central studieren über 40.000 Studenten grundständige und 1500 Studenten postgraduelle Studiengänge (Daten von 2004). Die UCE hat seit Längerem erhebliche finanzielle Probleme, die sich auf Studium und Forschung auswirken.

## Fakultäten

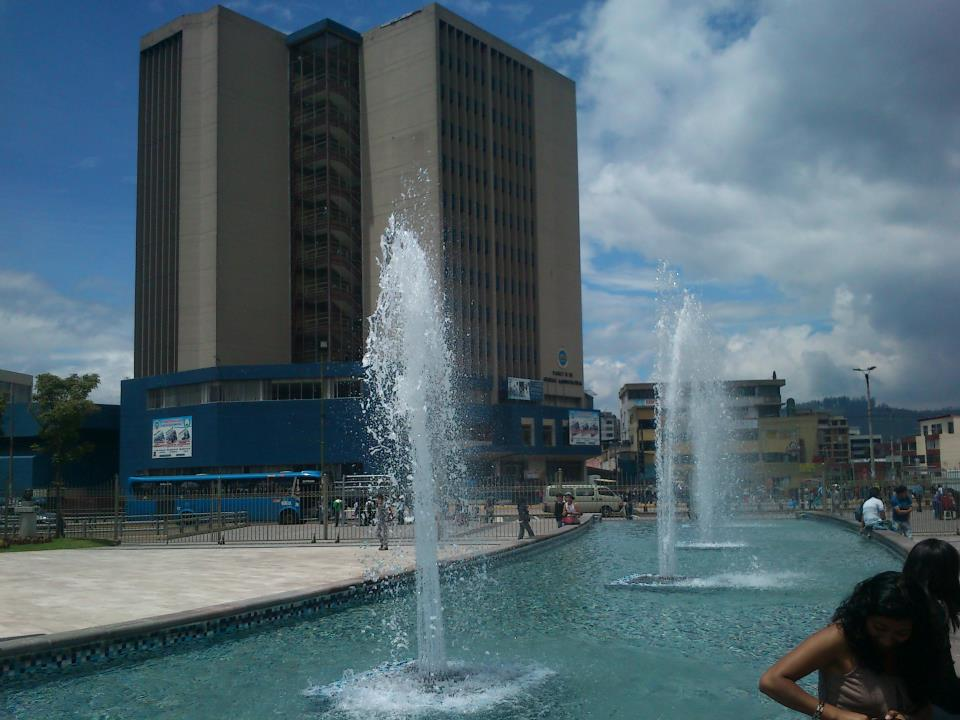
Fakultät für Verwaltungswissenschaft

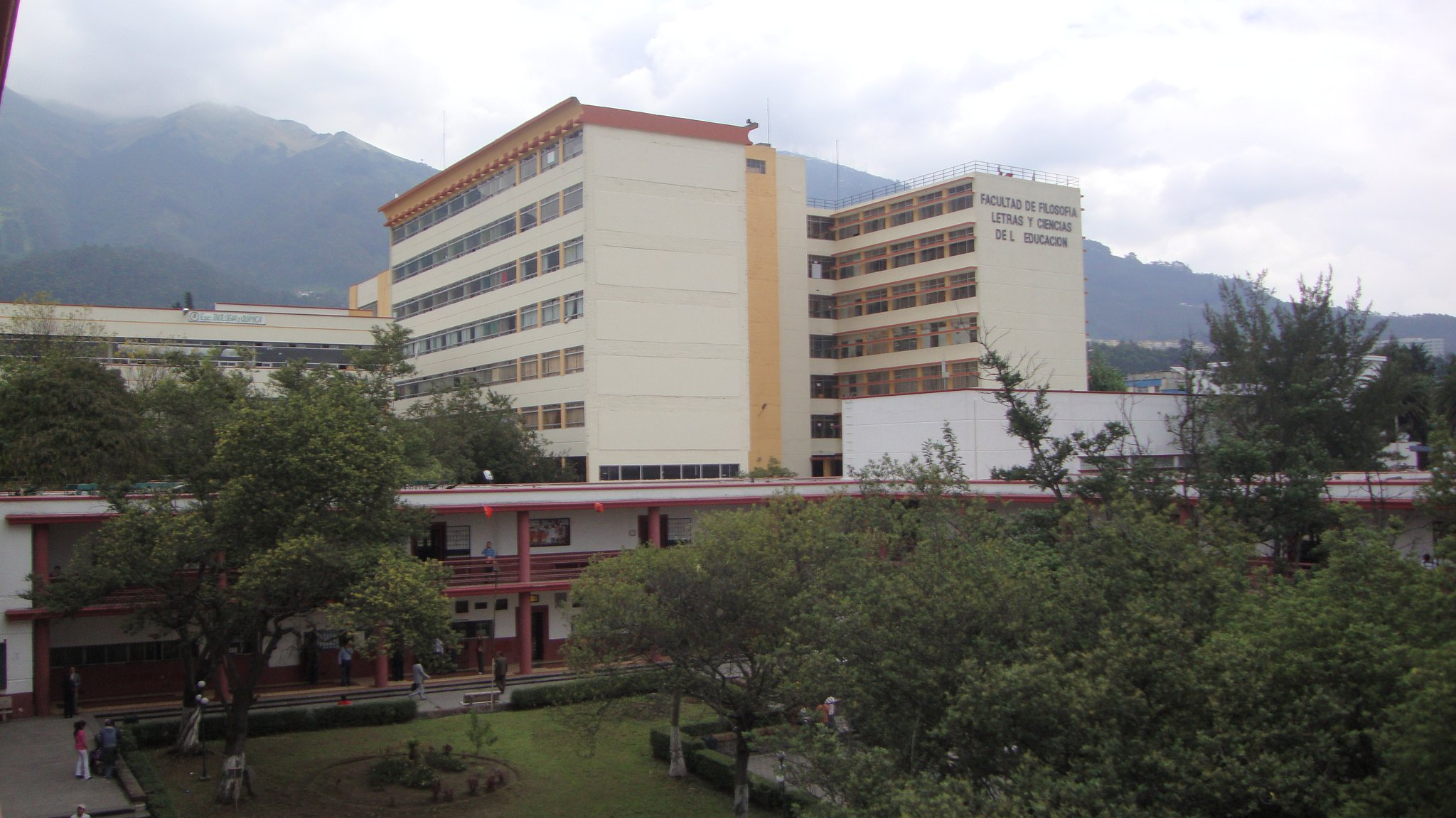
Fakultät für Rechtswissenschaft

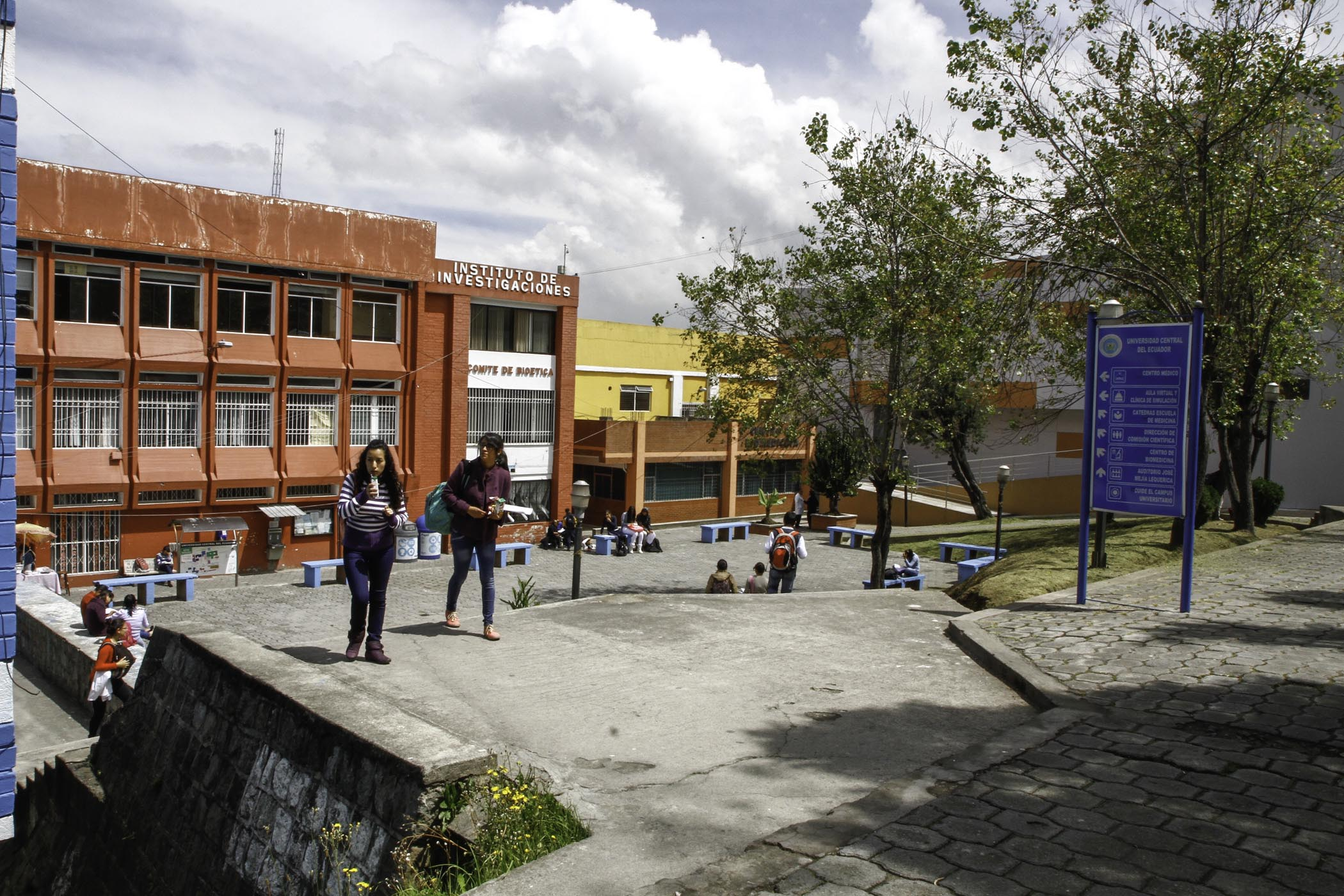
UCE Campus

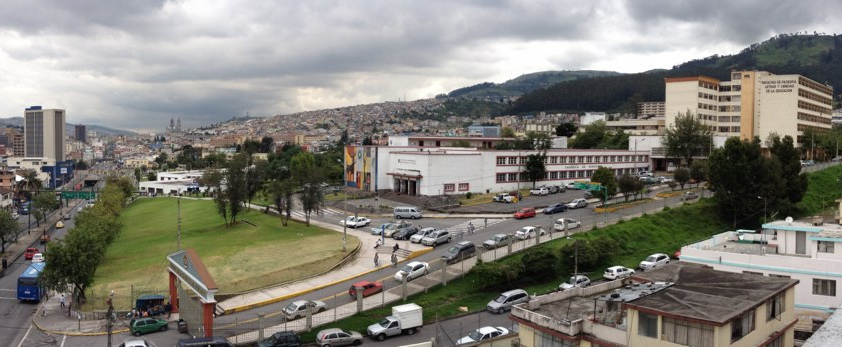
UCE Campus, Nordeingang

- Architektur und Stadtplanung (Arquitectura y Urbanismo)
- Künste (Artes)
- Verwaltungswissenschaft incl. Betriebswirtschaftslehre (Ciencias Administrativas)
- Agrarwissenschaft (Ciencias Agrícolas)
- Wirtschaftswissenschaft (Volkswirtschaftslehre) (Ciencias Económicas)
- Medizin (Ciencias Médicas)
- Psychologie (Ciencias Psicológicas)
- Chemie (Ciencias Químicas)
- Kommunikationswissenschaft/Publizistik (Comunicación Social)
- Rechtswissenschaft, Politik- und Sozialwissenschaften (Jurisprudencia, Ciencias Políticas y Sociales)
- Tiermedizin (Facultad de Medicina Veterinaria y Zootecnia)
- Philosophie, Philologien und Erziehungswissenschaft (Filosofía Letras y Ciencias de la Educación)
- Geowissenschaften (Geologie, Bergbau, Ölwirtschaft und Umweltwissenschaften; Ingeniería en Geología Minas, Petróleos y Ambiental)
- Ingenieurwissenschaften, Physik und Mathematik (Ingeniería, Ciencias Físicas y Matemática)
- Zahnmedizin (Odontología)
- Chemieingenieurwesen (Ingeniería Química)

## Ehemalige Studenten
- Isidro Ayora
- Mariano Suárez
- Camilo Ponce Enríquez
- Rodrigo Borja
- Lenín Moreno
- Juan Montalvo
- Camilo Luzuriaga
- Jorge Enrique Adoum